# Streetball

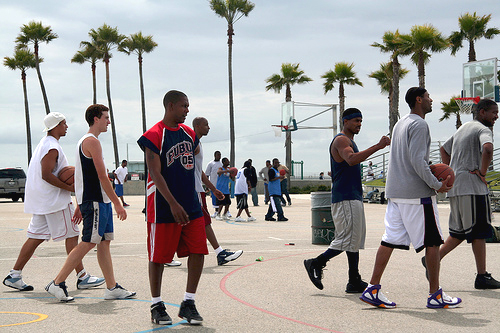
Joueurs de streetball à Venice Beach.

Le streetball, ou basket-ball de rue, est une variante du basket-ball se pratiquant en extérieur, bien souvent sur du goudron (des terrains dénommés playground[réf. nécessaire]).
Il se caractérise par la négligence de nombreuses règles du basket-ball traditionnel, privilégiant les actions spectaculaires.
En France, un tournoi de streetball Quai 54 (fondé par Hammadoun Sidibé) est organisé chaque année.

## Règles

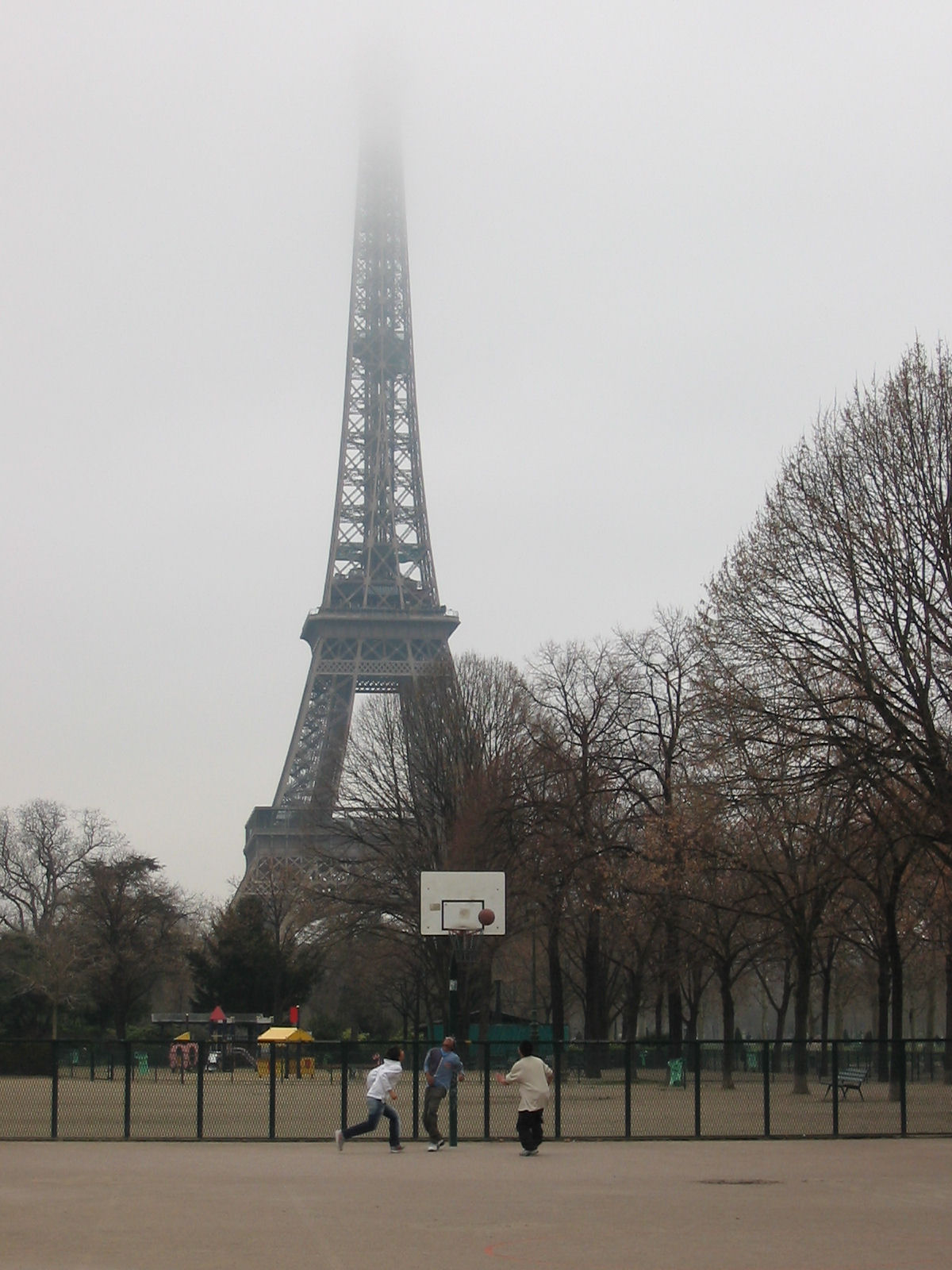
Streetball à Paris

Bien que les règles soient censées hériter de celles du basket-ball traditionnel, le jeu en streetball étant très orienté vers les positions en un-contre-un (entre attaquant et défenseur) des évolutions sont apparues. Ainsi les règles informelles sont beaucoup plus laxistes envers les mouvements (les moves) réalisés par l'attaquant, autorisant ainsi des marchers ou des portés de balle légers. Ces moves sont très nombreux, et issus du basket-ball traditionnel ou directement inventés par le jeu de la rue. Parmi eux se trouve le crossover (changement brutal de direction devant son défenseur, associé à un dribble très bas). Les streetballers sont également très friands de alley-oops (la balle est lancée en l'air, et reprise, toujours en l'air, par un coéquipier qui tire sans retomber au sol) et du boomerang inventé par Phillip « Hotsauce » Champion, un membre de l'équipe and 1.
Le principe d'auto-arbitrage est de rigueur dans les matchs de streetball. C'est le joueur estimant avoir fait une faute qui l'annonce, le jeu est alors arrêté, la balle étant rendue au joueur victime de la faute. Dans certaines variantes du streetball, c'est l'attaquant lésé qui annonce la faute.
Les matchs de streetball sont le plus souvent des matchs de 3 contre 3. C'est l'un des principes du jeu, bien qu'ils soient souvent modifiés par les joueurs.

### Jeu sur demi-terrain
Puisqu'il n'y a pas toujours assez de joueurs pour jouer sur un terrain complet et que les parties sur un terrain complet sont plus exigeantes physiquement, la majorité des parties de Streetball se jouent sur un demi-terrain. Des règles spéciales ont été mises au point pour ces parties :
Au début du jeu et après chaque panier marqué, le jeu commence en tête de raquette, derrière la ligne des trois points. Un système de " check " est utilisé pour s'assurer que les deux équipes sont prêtes à commencer le jeu. Il s'agit de l'attaquant qui dit "check" tout en lançant la balle à son défenseur. Le défenseur s'assure alors que son équipe est prête et relance le ballon pour commencer le jeu.
Si la balle sort des limites, elle peut être remise en jeu soit de l'extérieur, près de l'endroit où la balle est sortie, soit au même endroit qu'en début de match, selon les règles établies avant le match.
Si l'équipe qui défend prend possession de la balle par un vol, un blocage ou un rebond, elle doit sortir la balle au-delà de la ligne des trois points avant de pouvoir marquer un panier. Il n'est pas nécessaire d'être en tête de raquette et aucun "check" n'est nécessaire. C'est un peu comme si vous emmeniez la balle de l'autre côté du terrain dans un match sur tout le terrain.

### Structure du jeu
Beaucoup de matchs se jouent jusqu'à 7, 11, 13, 15, ou 21 points avec des paniers comptant pour 1 et 2 points. Mais il n'est pas rare de voir lors de matchs des paniers ne comptant que 1 point, ou encore 2 et trois points (chaque panier compte pour 2 points à l'intérieur de la ligne des trois points, ou 3 points à l'extérieur). 
Les joueurs jouent souvent avec la règle du 'win by 2'. Ce qui signifie, comme au tennis, que l'équipe doit gagner avec au moins deux points d'écart. 
Au début du match on décide si on joue balle gagnante ou perdante. Quand c'est balle gagnante par exemple, l'équipe qui marque récupère le ballon en attaque. Une équipe pourrait donc ne jamais obtenir le ballon en attaque si l'autre équipe marque à chaque possession.

## Variantes

### King of the Court
Littéralement "Roi du Terrain" est une variante de streetball. Il s'agit d'un tournoi de un-contre-un se jouant avec autant de joueurs qu'on souhaite (au minimum 3), le principe étant que le vainqueur reste sur le terrain et le perdant retourne attendre son tour pendant qu'un autre joueur le remplace.

### H-O-R-S-E
C'est une variante de streetball qui se joue avec deux ou plusieurs joueurs sur un terrain de basket. Le but du jeu consiste à reproduire les paniers de l'adversaire. Le joueur qui fait le plus de tirs que l'adversaire ne peut reproduire gagne la partie. Par exemple : Le second joueur doit reproduire le tir du premier s'il est rentré. Si le deuxième joueur manque le tir, il reçoit la lettre H. Si le premier joueur manque son tir, le deuxième peut tenter n'importe quel tir. Le jeu continue jusqu'à ce qu'un joueur accumule 5 lettres ou H-O-R-S-E.

## Terrains légendaires
Les terrains de streetball les plus connus sont ceux de Venice Beach (Los Angeles, Californie, États-Unis d'Amérique) et Rucker Park (Harlem, New York, États-Unis d'Amérique). Le premier organise depuis 2006 le Venice Basketball League, tournoi international de streetball.
Le Rucker Park trouve son origine en 1950 avec un professeur de Harlem nommé Holcombe L. Rucker qui organise un tournoi de basket-ball dans le parc du quartier pour aider les jeunes défavorisés à poursuivre une carrière à l'université. Le lieu est ensuite devenu la meilleure ligue de basketball d'été, attirant des talents comme Wilt Chamberlain, Kareem Abdul-Jabbar, Julius Erving, Allen Iverson, Kobe Bryant, LeBron James ou John Wall qui ont fait carrière en NBA. Des joueurs se concentrant sur le Streetball comme « Skip 2 My Lou », « Hot Sauce » ou « The Professor » ont attiré l'attention du monde lors de tournois retransmis sur des chaînes comme ESPN. Depuis 2014, Rucker accueille un tournoi international féminin avec notamment la Russe Stanislava Fedotova, la Jordanienne Zara Najjar et la Taïwanaise Ya-Hui Yang .
Dans les années 2000, la France a acquis une certaine réputation dans le milieu avec les performances réalisées au Quai 54 ou encore le tournoi organisé par Tony Parker à La Défense (Paris).

## Joueurs « légendaires »
Dans les années 2000, la marque de chaussures et de vêtements de sport And 1 lance une campagne de publicité basée sur le streetball. Une équipe est créée, regroupant les meilleurs joueurs des États-Unis d'Amérique, et faisant le tour du pays pour y affronter les équipes locales. La tournée annuelle, diffusée en DVD, va peu à peu s'étendre à d'autres pays, avec notamment plusieurs excursions en Europe.
Parmi les joueurs ayant acquis une grande notoriété dans le milieu, certains ont par la suite acquis un vrai statut dans le basket-ball traditionnel. On peut ainsi citer en exemple Earl The Goat Manigault, l'étoile du Bronx ainsi que Rafer « Skip To My Lou » Alston.

## Streetball dans la culture populaire

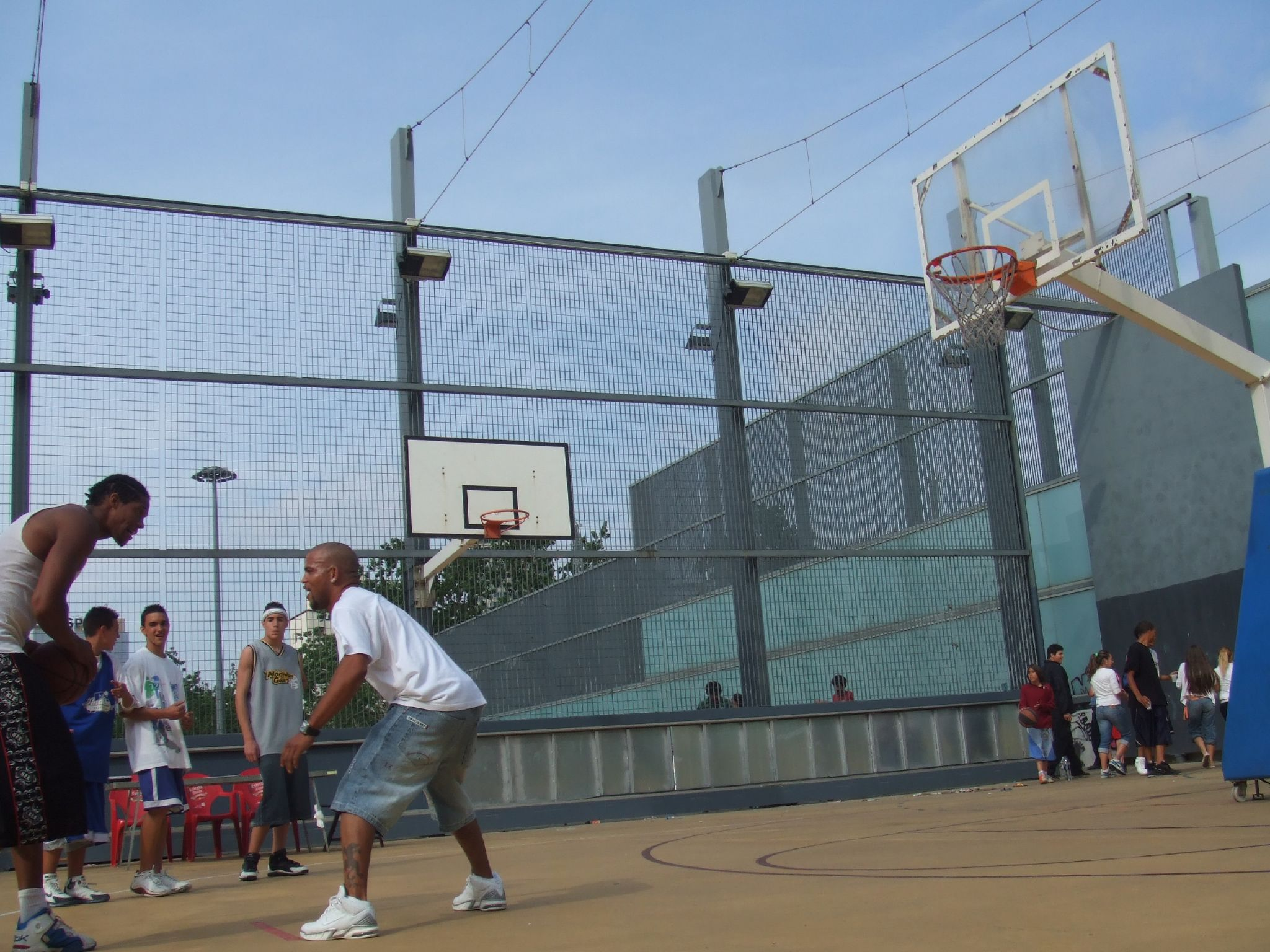
Le un-contre-un, symbole du streetball

Avec le développement du streetball sont alors apparus un grand nombre de jeux vidéo comme :
- NBA Street (EA Sports)
- NBA Ballers (Midway)
- AND 1 Streetball (Ubisoft)
- The Longest Yard
- Like Mike 2: Streetball (Magic basket II)
- Street Hoop (Data East)

## Streetball au cinéma
- Les blancs ne savent pas sauter
- He Got Game
- À la rencontre de Forrester
- American History X
- Michael Jordan's playground